# Culver PQ-14 Cadet
Culver PQ-14 Cadet là một loại bia bay không người lái điều khiển qua vô tuyến của Quân đoàn Không quân Lục quân Hoa Kỳ, dùng để huấn luyện xạ thủ pháo phòng không.

## Tính năng kỹ chiến thuật (Culver PQ-14A)
Dữ liệu lấy từ 
Đặc điểm tổng quát
- Kíp lái: 1
- Chiều dài: 19 ft 6 in (5.94 m)
- Sải cánh: 30 ft (9.14 m)
- Chiều cao: 8 ft 4.5 in (2.55 m)
- Trọng lượng có tải: 1,830 lb (830 kg)
- Động cơ: 1 × Franklin O-300-11, 150 hp (97 kW)

 Hiệu suất bay 
- Vận tốc cực đại: 185 mph (300 km/h)
- Vận tốc hành trình: 150 mh (241 km/h)
- Tầm bay: 512 mi (823 km)
- Trần bay: 17,000 ft (5,184 m)